# Jagiełek
Jagiełek (niem. Jagiellek) – osada leśna w Polsce położona w województwie warmińsko-mazurskim, w powiecie olsztyńskim, w gminie Olsztynek. Miejscowość wchodzi w skład sołectwa Ameryka. W latach 1975–1998 miejscowość należała administracyjnie do województwa olsztyńskiego.
Leśniczówka, leżąca ok. 2 km od Olsztynka. Z drogi widoczna jest restauracja o tej nazwie (Zajazd Jagiełek). Nazwa osady upamiętnia pobyt króla Władysława Jagiełły w dniach 17-18 lipca 1410 roku (w okolicach Olsztynka). Siedziba nadleśnictwa Jagiełek mieści się w Olsztynku. W Nadleśnictwie Jagiełek prowadzi się monitorowanie lasu w celu przeciwdziałania szkodnictwu leśnemu, m.in. w celu ustalenia sprawców zaśmiecania lasu, kradzieży drewna.

## Historia
W 1914 roku, w czasie I wojny światowej, w lesie koło Jagiełka wojska niemieckie poniosły duże straty w wyniku ostrzału artyleryjskiego wojsk rosyjskich. W walkach zginęli także żołnierze rosyjscy. Polegli w walce pochowani zostali na dwóch cmentarzach w pobliżu Jagiełka. Przed drugą wojną światową, w ramach akcji germanizacyjnej, zmieniono urzędową nazwę wsi z Jagiellek na Stadtförsterei Hohenstein.
Po 1945 r. przez krótki okres nazwa wsi brzmiała Jagiellonek.
W 1997 roku mieszkało tutaj 7 osób. W 2005 r. w miejscowości było 6 osób. W roku 2011 - 12 mieszkańców.

## Zabytki
- Dwa cmentarze wojenne z okresu I wojny światowej z mogiłami 137 żołnierzy niemieckich i 307 żołnierzy rosyjskich[5].